# Rapito dal demonio
Rapito dal demonio (Demon Thief) è un libro della serie Demonata di Darren Shan. Anche se è il secondo libro della serie, è l'antefatto de Il signore dei demoni, il primo libro della serie. Il protagonista è diverso da quello del primo libro. Qui il narratore è un nuovo personaggio chiamato Kernel Fleck, invece di Grubbs Grady, il protagonista del primo libro. Rapito dal demonio si svolge circa 30 anni prima de Il signore dei demoni così la maggior parte dei personaggi del primo libro non compaiono, anche se ve ne sono alcuni. È stato anche in realtà il sesto libro della serie Demonata a essere scritto, anche se è stato il secondo pubblicato.

## Trama
Kernel Fleck è un bambino solitario. È sempre stato diverso: può vedere strane macchie di luce nell'aria intorno a lui. Altri ragazzi pensano che sia pazzo. Ma quando riesce a collegare alcune delle luci insieme, crea una finestra in un altro universo e scompare per diversi giorni. Quando torna, la sua memoria è vuota, i suoi genitori in preda al panico mandano Kernel e il suo fratello minore, Art, lontano da casa, fuori in un villaggio isolato, per iniziare una nuova vita.
Un anno dopo, Kernel si sta divertendo. La vita è bella. Finché un giorno una vecchia pazza evoca un demone. La bestia massacra molti dei bambini, poi rapisce uno di loro e si ritira nel suo proprio universo. Il bambino che ha rapito è Art.
Potrà Kernel trovare il coraggio di passare nella finestra dietro al demone in un disperato tentativo di salvare suo fratello? E se sì, quali sorprese e terrori scoprirà nell'universo barbaro del male contorto di Demonata?